# ريغي هاريس
ريغي هاريس (بالإنجليزية: Reggie Harris) هو لاعب كرة قاعدة أمريكي، ولد في 12 أغسطس 1968 في واينيسبورو في الولايات المتحدة.

## وصلات خارجية
- ريغي هاريس على موقع دوري كرة القاعدة الرئيسي (الإنجليزية)
- ريغي هاريس على موقعبيزبول رفرنس.كوم (الدوري الرئيسي) (الإنجليزية)
- ريغي هاريس على موقعبيزبول رفرنس.كوم (الدوري الثانوي) (الإنجليزية)
- ريغي هاريس على موقع إي إس بي إن.كوم (أم.أل.بي) (الإنجليزية)
- ريغي هاريس على موقع مشجعي الرسوم البيانية (الإنجليزية)